# Hugo Saggioratto
Hugo José Saggioratto (29 de janeiro de 1952) é um ex-futebolista argentino.
É um dos maiores ídolos da história do Independiente, onde jogou 138 partidas entre 1971 e 1977, apesar de ter atuado na maior parte do tempo à sombra da lenda Ricardo Bochini, que atuava na mesma posição, obrigando-lhe a jogar improvisado como ponta esquerda ou como armador. Ironicamente, o Bocha debutou no clube no decorrer de um jogo em que substituiu justamente Saggioratto. Vindo das categorias de base do time, onde chegou aos 14 anos, integrou o elenco multivencedor da década de 1970, faturando três Libertadores   (marcou um dos gols da final de 1974 [carece de fontes?]), a primeira Copa Intercontinental do clube (em 1973) e uma Interamericana.
A falta de espaço provocada por Bochini não impediu que ambos se tornassem grandes amigos; o próprio Saggioratto declarou que "o futebol me deixou grandes amigos como o Bocha, um dos que sempre estão por perto quando necessito". Fez sucesso também no Argentinos Juniors, onde era cantado pela torcida como "irmão de Maradona", então a estrela máxima da equipe.